# ダラン・ヒリアード
ダラン・ヒリアード2世  (Darrun Hilliard II 1993年4月13日 - )は、アメリカ合衆国ペンシルベニア州ベツレヘム出身のプロバスケットボール選手。

## 来歴

### NBA

#### デトロイト・ピストンズ
2015年のNBAドラフトで2巡目38位でデトロイト・ピストンズに指名された。

#### サンアントニオ・スパーズ
2017年9月11日、サンアントニオ・スパーズとツーウェイプレーヤー契約を結んだ。

### ヨーロッパでのキャリア（2018-）

#### ユーロリーグでのキャリア(2018-2023)

##### サスキ・バスコニア(2018-2019)
2018-19シーズンはサスキ・バスコニアでプレーした。ユーロリーグでは34試合に出場し、1試合平均20.0分の出場で、9.4得点、2.9リバウンド、1.1アシスト、スリーポイント成功率32.2パーセント、フリースロー成功率77.5パーセント、リーガACBでは33試合に出場し、1試合平均20.0分の出場で、11.3得点、2.4リバウンド、1.5アシスト、1.0スティール、スリーポイント成功率44.6パーセント、フリースロー成功率76.3パーセントという成績を残した。

##### CSKAモスクワ(2019-2021)
2019年7月3日、ユーロリーグとVTBユナイテッドリーグに所属するCSKAモスクワに1年契約で加入すると発表された。ユーロリーグでは27試合に出場し、1試合平均19.8分の出場で、10.6得点、2.4リバウンド、1.2アシスト、スリーポイント成功率41.2パーセント、フリースロー成功率79.6パーセント、ユナイテッドリーグでは15試合に出場し、1試合平均19.4分の出場で、11.9得点、2.7リバウンド、1.9アシスト、スリーポイント成功率42.6パーセント、フリースロー成功率79.2パーセントという成績を残した。

##### マッカビ・テルアビブBC(2022-2023)
2022年7月26日、ユーロリーグとイスラエル・バスケットボール・プレミアリーグに所属するマッカビ・テルアビブBCとの契約が発表された。

#### スペインでのキャリア(2024-)
2024年7月26日、リーガACBに所属するCBブレオガンへの加入が発表された。
2025年6月20日、ブレオガンと同じリーガACBに所属するビルバオ・バスケットへの加入が発表された。契約期間は1年。

## NBA個人成績

### レギュラーシーズン
| シーズン | チーム                   | GP | GS | MPG  | FG%  | 3P%  | FT%  | RPG | APG | SPG | BPG | PPG |
| -------- | ------------------------ | -- | -- | ---- | ---- | ---- | ---- | --- | --- | --- | --- | --- |
| 2015–16  | デトロイト・ピストンズ   | 38 | 2  | 10.1 | .397 | .380 | .725 | 1.2 | .7  | .2  | .0  | 4.0 |
| 2016–17  | デトロイト・ピストンズ   | 39 | 1  | 9.8  | .373 | .261 | .750 | .8  | .8  | .3  | .1  | 3.3 |
| 2017–18  | サンアントニオ・スパーズ | 14 | 0  | 6.8  | .263 | .000 | .857 | .5  | .8  | .1  | .0  | 1.1 |
| Career   | Career                   | 91 | 3  | 9.4  | .377 | .304 | .747 | .9  | .8  | .2  | .0  | 3.2 |